# West Norwood

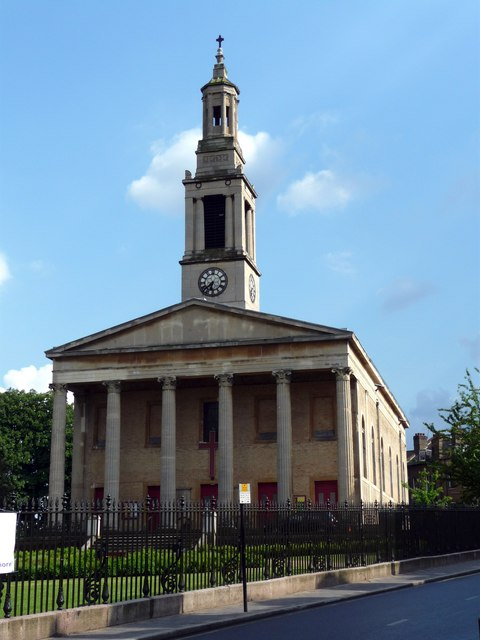
Kirche St. Luke

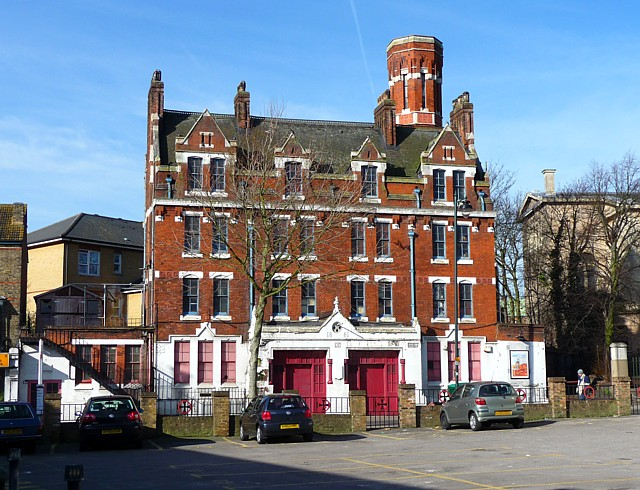
Theater in ehemaliger Feuerwache

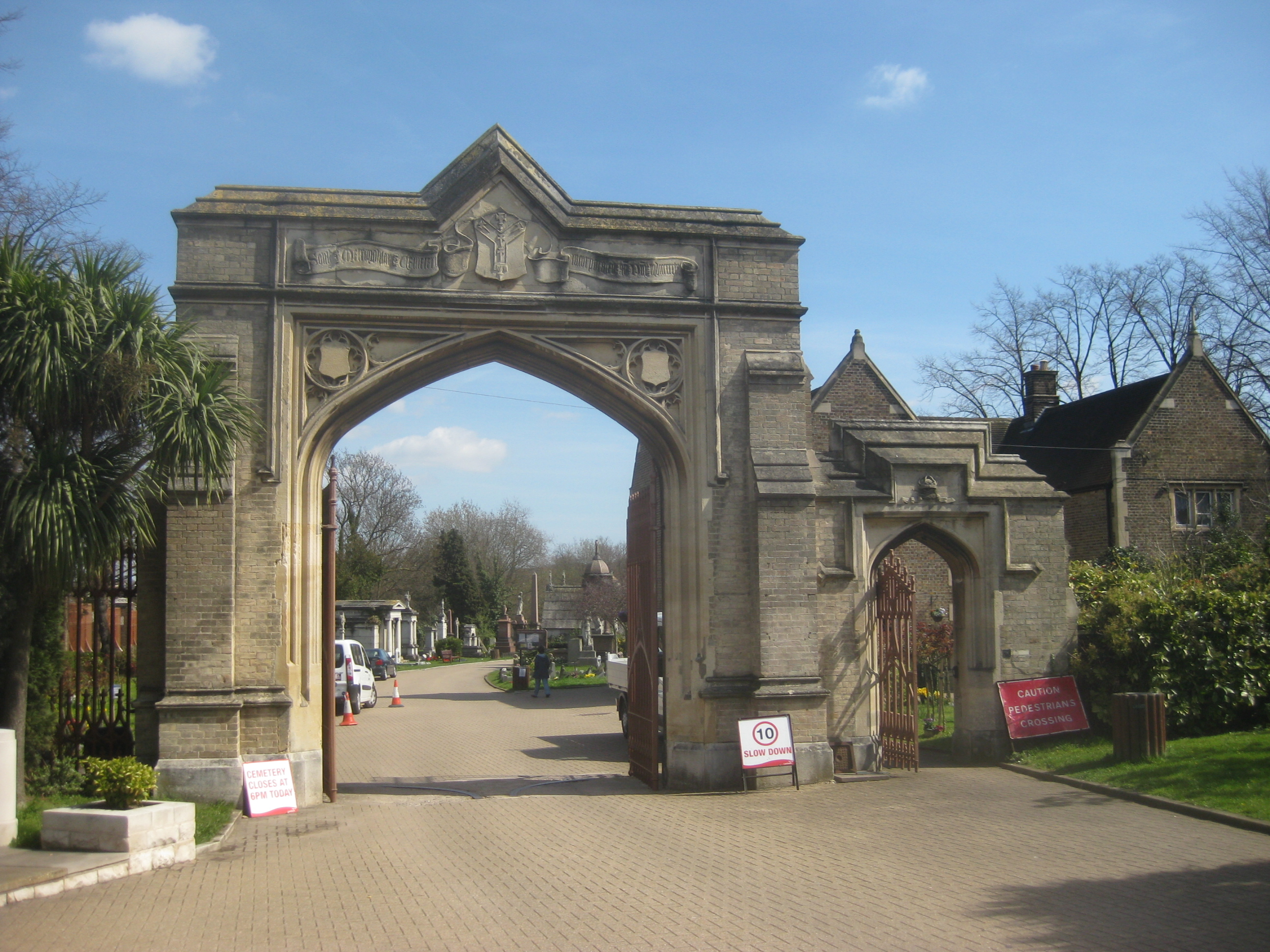
Friedhof

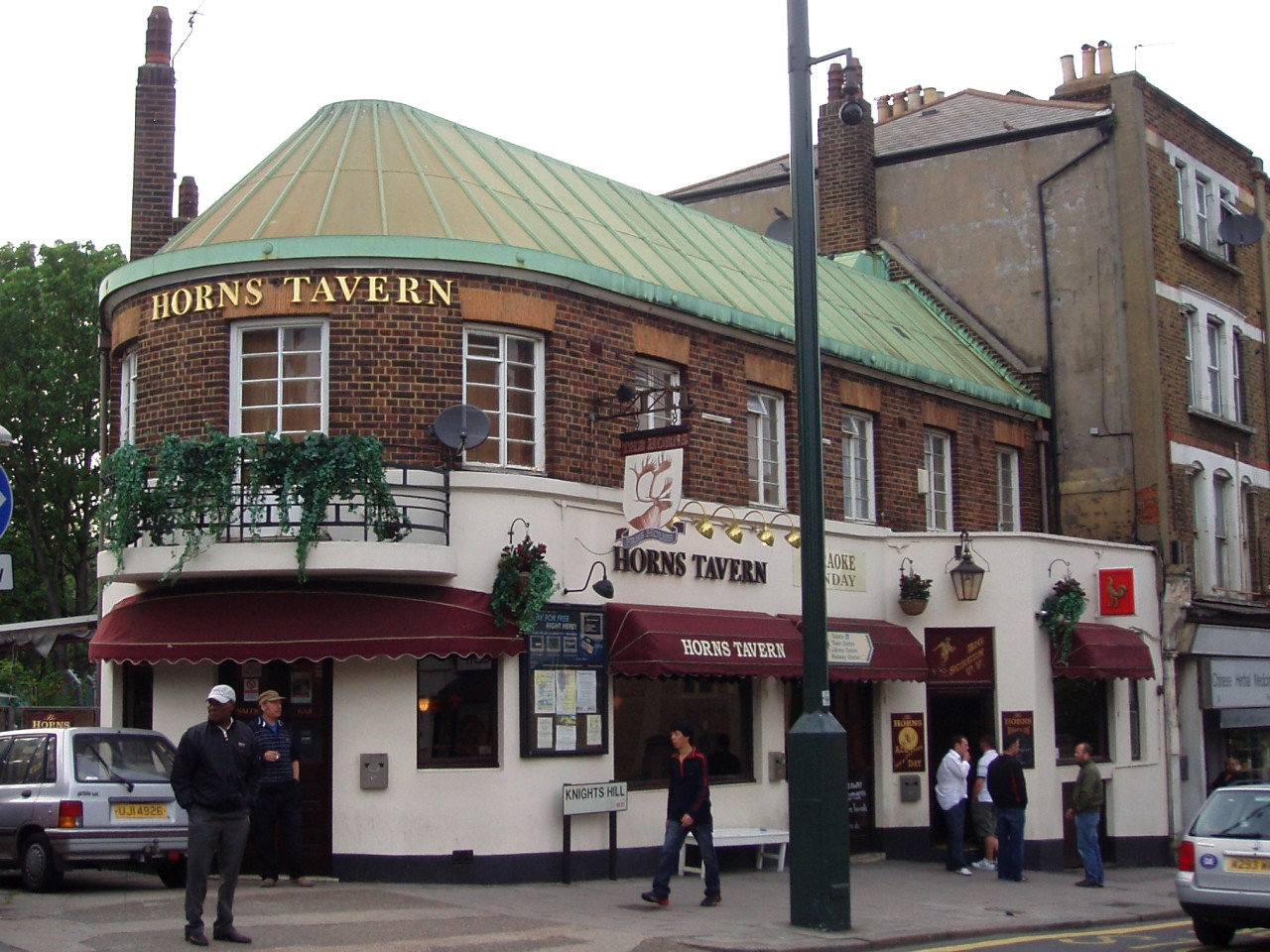
Horns Tavern

West Norwood ist ein Stadtteil von London und liegt im Stadtbezirk London Borough of Lambeth knapp neun Kilometer südlich des Londoner Stadtzentrums. West Norwood grenzt im Norden an Tulse Hill, im Osten an Dulwich, im Südosten an Gipsy Hill und Crystal Palace, im Süden an Upper Norwood und im Westen an Streatham.
Das Zentrum West Norwoods liegt in einer Talsenke, die von Hügeln umgeben ist.  Von dort reicht die Sicht bis zur City of London, Canary Wharf und nach Crystal Palace. Große Bereiche West Norwoods sind Wohngebiete. Sie bestehen überwiegend aus zweigeschossigen Reihenhäusern in Viktorianischer Architektur. Lediglich entlang der Hauptverkehrsstraße ist die Bebauung höher und gemischt genutzt.

## Verkehrsanbindung
West Norwood ist über die in Nord-Süd-Richtung verlaufende Norwood High Street und Knight’s Hill (A 215) an das überörtliche Straßennetz angeschlossen. Mit der Bahn ist der Ort gut an das Londoner Zentrum angebunden. Die Verbindung ähnelt vom Waggontyp und dem Fahrplan einer deutschen S-Bahn. An der Station West Norwood hält etwa jede Viertelstunde ein Zug der Betriebsgesellschaft Southern, der nach etwa zwanzig Minuten London Victoria Station erreicht. Der nächste Haltepunkt der London Underground in Brixton ist von West Norwood mit dem Bus erreichbar. Acht Buslinien verkehren im Stadtteil.

## Sehenswürdigkeiten
Die Sehenswürdigkeiten in West Norwood stammen überwiegend aus dem 19. Jahrhundert:
- Die anglikanische Kirche St. Lukas (St Luke's Church) im Stil des Klassizismus wurde 1822 bis 1825 nach Plänen des Architekten Francis Octavius Bedford errichtet. Die Glocken des Turms stammen von der Königlichen Glockengießerei Vulliamy. 1892 wurden für England typische Röhrenglocken ergänzt.
- Der Friedhof West Norwood ist einer der sieben großen Friedhöfe der Londoner Metropolregion. Die etwa 18 Hektar große Begräbnisstätte wurde 1837 eröffnet und hauptsächlich für die dicht besiedelten, mit Bestattungsmöglichkeiten unterversorgten Quartiere in der Nähe des Londoner Zentrums geschaffen. Zahlreiche Grabstätten sind aufwendig im neugotischen Stil gestaltet.
- Das South London Theater ist ein Bühnenhaus, das sich in einer ehemaligen Feuerwache von 1881 befindet.
- Die Bibliothek von West Norwood befindet sich in einem Gebäude aus dem Jahr 1888 und war die erste öffentliche Bücherei im Bezirk Lambeth.  Sie wurde nach Plänen des Architekten Sidney R. J. Smith gebaut von dem auch die Tate Britain stammt.
- Privates Glockenmuseum in der Chestnut Road
- Grünanlage Norwood Park

## Bildung, Religion, Soziales
West Norwood hat fünf Grundschulen und drei weiterführende Schulen sowie einige private Schulen. Die Zahl der Religionsgemeinschaften und Kirchengemeinden ist in letzter Zeit aufgrund des Zuzugs von Migranten auf etwa ein Dutzend gestiegen. Zwei Wohltätigkeitsorganisationen (Charities) kümmern sich um Bedürftige.

## Geschichte
Der Name „Norwood“ leitet sich von „Great North Wood“ ab, einer Bezeichnung für die ehemals bewaldeten Hügel nördlich von Croydon. West Norwood war vor 1885 auch als „Lower Norwood“ bekannt. Damit bezog sich der Name auf die Lage im Tal im Gegensatz zu Upper Norwood. Im Jahr 1745 war Norwood noch nahezu unbesiedelt und überwiegend bewaldet wie auf einer Karte von John Rocque zu erkennen ist.  Nur die „Horns Taverne“ war schon vorhanden, die sich heut noch in der Straße Knight's Hill gegenüber dem Bahnhofseingang befindet.  Um 1800 waren weite Bereiche Norwoods bereits gerodet und es wurden erste Villen mit großen Gärten errichtet. Das Land gehörte seinerzeit dem Erzbischof von Canterbury bzw. dem Baron Thurlow. 1825 wurde die Kirche St. Luke gebaut und 1837 der für Groß-London bedeutsame Friedhof eröffnet. Mit der Fertigstellung der Eisenbahnverbindung zwischen London und Crystal Palace und der Station Norwood begann eine intensive städtebauliche Entwicklung. Viele der Landhäuser wurden durch eine dichtere Bebauung ersetzt. Die Straße Norwood High Street entwickelte sich um das Jahr 1900 zum Stadtteilzentrum mit Läden und Versorgungseinrichtungen. Während des Zweiten Weltkriegs wurden zahlreiche Gebäude durch Bombenangriffe der deutschen Luftwaffe, die als The Blitz bezeichnet wurden, zerstört. Zahlreiche Bewohner starben oder wurden obdachlos. Die Chatsworth-Kirche musste wiederaufgebaut werden. In der Nachkriegszeit wurden in West Norwood etliche Wohnsiedlungen mit Sozialwohnungen errichtet. Inzwischen sind einige der historischen Quartiere West Norwoods und einzelne Gebäude denkmalgeschützt.

## Persönlichkeiten
- Adele (* 1988), Sängerin
- Sir Sidney Colvin (1845–1927), Literatur- und Kunsthistoriker
- Des’ree (* 1968), Sängerin
- Edmund de Waal (* 1964), Keramiker und Autor
- Georg Hackenschmidt (1878–1968), Ringer und Gewichtheber
- Ken Livingstone (* 1945), Politiker, ehemals Bürgermeister von London
- Maxi Jazz (1957–2022), Sänger
- Hiram Maxim (1840–1916), Erfinder
- The Noisettes, Musikband
- Sandy Nuttgens (* 1964), Komponist
- Sir John Scarlett (* 1948), ehemals Leiter des britischen Geheimdienstes
- Andrew Turnbull, Baron Turnbull (* 1945), britischer Verwaltungsbeamter